# Obokh
Obokh (en rus: Обох) és un poble del Daguestan, a Rússia, que el 2019 tenia 367 habitants. Pertany al districte rural de Gunib.